# Municipio de Zacapoaxtla
El municipio de Zacapoaxtla es uno de los 217 municipios en que se encuentra dividido el estado mexicano de Puebla. Su cabecera es la ciudad de Zacapoaxtla.

## Geografía
El municipio se encuentra localizado en la sierra Norte de Puebla, tiene una extensión territorial de 177.509 kilómetros cuadrados que representan el 0.51% de la extensión total de Puebla. Sus coordenadas geográficas extremas son 19°43′ - 19°58′ de latitud norte y 97°31′ - 97°39′ de longitud oeste, y su altitud va de un mínimo de 900 de a un máximo de 2 800 metros sobre el nivel del mar.
Limita al norte con el municipio de Nauzontla y el municipio de Cuetzalan del Progreso, al este con el municipio de Tlatlauquitepec; al sureste limita con el municipio de Zaragoza y al sur con el municipio de Zautla; al oeste con el municipio de Xochiapulco y al noroeste con el municipio de Xochitlán de Vicente Suárez.

## Demografía
De acuerdo a los resultados del Censo de Población y Vivienda de 2010 realizado por el Instituto Nacional de Estadística y Geografía, la población total de Zacapoaxtla asciende a 53 295 personas; de las que 25 534 son hombres y 27 761 son mujeres.

### Lenguas
La lengua indígenas más hablada es el Náhuatl (17,485 habitantes) 1/3 de la población, seguida por
- Totonaco (266 habitantes) y
- Mixteco (18 habitantes).

### Localidades
El municipio incluye en su territorio un total de 50 localidades. Las principales, considerando su población del censo de 2010 son:
| Localidad                | Población |
| Total Municipio          | 53 295    |
| Zacapoaxtla              | 8 384     |
| Xalacapan                | 4 398     |
| Tatoxcac                 | 4 297     |
| Las Lomas                | 3 268     |
| Comaltepec               | 3 236     |
| La Libertad              | 2 973     |
| San Juan Tahitic         | 2 644     |
| San Francisco Zacapexpan | 2 095     |
| Los Cristales (Talican)  | 1 560     |
| Ahuacatlán               | 1 540     |
| Santa Cruz Xaltetela     | 1 535     |
| Atacpan                  | 1 510     |

## Política

### Representación legislativa
Para la elección de diputados locales al Congreso de Puebla y de diputados federales a la Cámara de Diputados federal, el municipio de Zacapoaxtla se encuentra integrado en los siguientes distritos electorales:
Local:
- Distrito electoral local de 4 de Puebla con cabecera en Zacapoaxtla.[4]

Federal:
- Distrito electoral federal 3 de Puebla con cabecera en la Teziutlán.[5]